# 리틀 맨하탄
《리틀 맨하탄》(영어: Little Manhattan)은 2005년 공개된 미국의 로맨틱 코미디 드라마 영화이다.

## 줄거리
부모님이 이혼에 들어간 맨해튼 6학년 10살 게이브는 공수도 수업에서 유치원 때부터 알고 지낸 11살 로즈메리의 대련 상대가 되면서 로즈메리를 여자아이로 재인식하고 첫사랑이 시작된다. 
하지만 로즈메리는 6주간 여름 캠프로 떠날 예정이다. 그 후엔 상류층 부모님이 로즈메리를 사립 학교에 진학시킬 작정이다. 키가 크고 금발에 호신 실력도 뛰어난 다른 남자아이가 로즈메리의 새 대련 상대가 되자 게이브는 질투하고 초조해하다가 손이 골절되면서까지 노란띠를 딴다. 이제 진심을 전할 수 있는 시간은 별로 남지 않았다. 

## 출연
- 조시 허처슨
- 브래들리 휫퍼드
- 신시아 닉슨
- 윌리 가슨
- 토니 퍼타노
- 조시 파이스
- 존 도싯
- 탈리아 볼섬
- 조나 마이어슨
- 마이크 챗
- J. 카일 맨제이
- 닉 쿠블러

## 기타 제작진
- 공동 제작: 제프리 할래커
- 배역: 더글러스 에이블
- 미술: 스튜어트 워츨
- 세트: 다이앤 레더먼
- 의상: 카시아 발리츠카 마이모네
- 시각 효과: 루이스 모린, 앨런 에드워드 벨